# 화완옹주 및 정치달 묘
화완옹주 및 정치달 묘(和緩翁主 및 鄭致達 墓)는 대한민국 경기도 파주시 문산읍 사목리에 있다. 영조의 제9녀인 화완옹주와 그의 남편 정치달의 묘이다. 2001년 12월 21일 파주시의 향토문화유산 제14호로 지정되었다.

## 개요
조선 영조(英祖)의 아홉째 딸인 화완옹주(和緩翁主)와 사위인 부마 정치달(鄭致達)의 묘이다. 화완옹주는 영조와 영빈이씨와의 사이에서 태어났고, 파주읍 파주리에 묘소가 있는 화평옹주의 동생이다. 영조가 특히 총애하던 딸로, 1749년(영조 25) 7월 6일 소론의 거두 정휘량의 조카이자 이조 판서 정우량(鄭羽良)의 아들 정치달에게 하가하였다. 화완옹주는 영조의 여러 딸들 중에서도 가장많은 사랑을 받아 영조는 옹주가 시집간 후에도 자주 그녀의 집에 거동하였다. 남편 정치달(1737~1757)은 조선 후기 문신으로 1749년(영조 25) 화완옹주와 결혼하여 일성위(日城尉)가 되었으며 오위도총부 도총관 사포서 장흥고제거를 역임하였다. 화완옹주와의 사이에서 딸을 낳았으나 1757년(영조 33) 26세의 나이에 병으로 사망하였다. 화완옹주는 남편을 일찍 여의자 정후겸을 양자로 삼았다. 정조 즉위 후 양자 정후겸과 함께 이른바 “《명의록》의 의리”에 반한 죄인으로 취급되어 몰락하였다. 양자 정후겸은 사사당하고 그녀는 옹주의 호를 삭탈당해 ‘정치달의 처(정처)’라고 불리게 된다. 화완옹주는 처음에는 강화도 교동, 나중에는 육지인 파주로 유배되었으며 그 과정에서 여러 차례에 걸쳐 대신들의 처벌 요구가 있었다. 그러나 정조는 이를 듣지 않다가 1799년(정조 23) 화완옹주의 죄를 없애고 용서하라는 하교를 내렸다. 이후 화완옹주는 석방되어 궁에 들어와 살았으며, 순조대에도 화완옹주에 대한 탄핵이 있었으나 순조가 이를 윤허하지 않았다. 
묘역은 원형봉분 2기와 묘비 1기, 상석 1기, 향로석 1기로 구성되어 있다. 상석 아래 중앙에 장명등이 세워졌던 흔적이 있는데 근래 도난을 당했다 한다. 봉분 뒤로는 화평옹주 묘역의 곡담과 같은 형식의 곡담을 둘렀으나 심하게 훼손돼 전체적으로 무너져 내린 상태이다. 묘비는 1757년(영조33)에 세운 것으로 뒷면의 총탄 흔적을 제외하고는 보존상태는 양호한 편이다.

## 같이 보기
- 화완옹주
- 정치달